# Tudor Vladimirescu, Tulcea
Tudor Vladimirescu (în trecut Carol I) este o localitate componentă a municipiului Tulcea din județul Tulcea, Dobrogea, România. Este așezată pe malul stâng al Dunării, opusă poziției localității principale a municipiului Tulcea.
 Acest articol despre o localitate din județul Tulcea este deocamdată un ciot. Puteți ajuta Wikipedia prin completarea lui.